# 赵氏后棱蛇
赵氏后棱蛇（学名：[Opisthotropis zhaoermii] 错误：{{Lang}}：文本有斜体标记（帮助）），一种于中国湖南省古丈县发现的爬行动物，隶属于游蛇科后棱蛇属。种加词取自中国著名两栖爬行动物学家赵尔宓院士的名字，以纪念其对中国及世界两栖爬行动物研究包括对后棱蛇属分类做出的卓越贡献。

## 形态特征
赵氏后棱蛇头部背面呈棕黄色，具有边缘赭色的不规则黄色线纹；身体背面为黑色，每个鳞片上具有一个近似三角形或矩形的黄斑，构成了黑黄相间的纵纹，体前部的部分纵纹合并成数个浅色斑块或条纹；身体腹面浅黄色，外侧有不对称点斑。

## 保护
本种于2023年被收录入《有重要生态、科学、社会价值的陆生野生动物名录》。